# Olympische Sommerspiele 2024/Teilnehmer (Cayman Islands)
| Gelbes Symbol für Goldmedaillen mit stilisierten Olympischen Ringen | Graues Symbol für Silbermedaillen mit stilisierten Olympischen Ringen | Braundes Symbol für Bronzemedaillen mit stilisierten Olympischen Ringen |
| ------------------------------------------------------------------- | --------------------------------------------------------------------- | ----------------------------------------------------------------------- |
| —                                                                   | —                                                                     | —                                                                       |

Die Cayman Islands nahmen an den Olympischen Spielen 2024 vom 26. Juli bis zum 11. August 2024 in Paris teil. Es war die insgesamt zwölfte Teilnahme an Olympischen Sommerspielen.

## Teilnehmer nach Sportarten

### Leichtathletik
Laufen und Gehen
| Athleten       | Wettbewerb | Qualifikationslauf | Qualifikationslauf | Vorlauf | Vorlauf | Halbfinale    | Halbfinale    | Finale        | Finale        | Rang |
| Athleten       | Wettbewerb | Zeit               | Rang               | Zeit    | Rang    | Zeit          | Rang          | Zeit          | Rang          | Rang |
| -------------- | ---------- | ------------------ | ------------------ | ------- | ------- | ------------- | ------------- | ------------- | ------------- | ---- |
| Männer         |            |                    |                    |         |         |               |               |               |               |      |
| Davonte Howell | 100 m      | 10,31 s            | 1                  | 10,24 s | 6       | ausgeschieden | ausgeschieden | ausgeschieden | ausgeschieden | 39   |

### Schwimmen
Die olympischen Normzeiten des Weltverbandes konnte Jordan Crooks über 50 Meter und 100 Meter Freistil erreichen.
| Athleten       | Wettbewerb     | Vorlauf | Vorlauf | Halbfinale    | Halbfinale    | Finale        | Finale        | Rang |
| Athleten       | Wettbewerb     | Zeit    | Rang    | Zeit          | Rang          | Zeit          | Rang          | Rang |
| -------------- | -------------- | ------- | ------- | ------------- | ------------- | ------------- | ------------- | ---- |
| Frauen         |                |         |         |               |               |               |               |      |
| Jillian Crooks | 100 m Freistil | 56,15 s | 23      | ausgeschieden | ausgeschieden | ausgeschieden | ausgeschieden | 23   |
| Männer         |                |         |         |               |               |               |               |      |
| Jordan Crooks  | 50 m Freistil  | 21,51 s | 4       | 21,54 s       | 4             | 21,64 s       | 8             | 8    |
| Jordan Crooks  | 100 m Freistil | 48,01 s | 5       | 48,10 s       | 13            | ausgeschieden | ausgeschieden | 13   |

### Segeln
Über die Panamerikanischen Spiele 2023 erhielten die Cayman Islands einen Quotenplatz im Laser Radial der Frauen.
| Athleten          | Wettbewerb   | Qualifikation | Qualifikation | Medal Race    | Medal Race    | Punkte | Rang |
| Athleten          | Wettbewerb   | Punkte        | Rang          | Punkte        | Rang          | Punkte | Rang |
| ----------------- | ------------ | ------------- | ------------- | ------------- | ------------- | ------ | ---- |
| Frauen            |              |               |               |               |               |        |      |
| Charlotte Webster | Laser Radial | 306           | 41            | ausgeschieden | ausgeschieden | 306    | 41   |